# Circondario di Pontremoli
Il circondario di Pontremoli fu uno dei circondari storici italiani, soppressi nel 1927. Aveva una superficie di 469,06 km² e comprendeva 6 comuni raggruppati in 3 mandamenti. Secondo il censimento del 31 dicembre 1896 aveva una popolazione di 38.238 abitanti.

## Storia
Il circondario di Pontremoli, parte della provincia di Massa e Carrara, venne istituito nel 1859, in seguito ad un decreto dittatoriale di Carlo Farini che ridisegnava la suddivisione amministrativa dell'Emilia in previsione dell'annessione al Regno di Sardegna.
Il circondario venne soppresso nel 1926 e il territorio assegnato al circondario di Massa.

## Geografia antropica

### Suddivisioni amministrative
Nel 1863, la composizione del circondario era la seguente:
- mandamento I di Bagnone
  - Bagnone; Filattiera; Villafranca in Lunigiana
- mandamento II di Mulazzo
  - Mulazzo
- mandamento III di Pontremoli
  - Pontremoli; Zeri